# 梵魚寺
梵魚寺（ぼんぎょじ、ポモサ、범어사）は、 釜山広域市金井区にある仏教寺院。韓国仏教界の最大勢力である曹渓宗（大韓仏教曹渓宗）の第14教区本寺である。

## 歴史
新羅時代の 678年（新羅文武王18年）に、海東華厳宗の開祖である義湘大師が創建した。梵魚寺は華厳十刹の一つに数えられた。
李氏朝鮮の太宗による1407年（太宗7年）の仏教弾圧の際、存続を許された88寺院の中に梵魚寺の名前はなく、廃寺になったようである。 世宗による1424年（世宗6年）の仏教弾圧の際も、存続を許された36寺院の中に梵魚寺の名前はなく、引き続き廃寺のままだったようである（朝鮮の仏教#李氏朝鮮時代の仏教弾圧）。
1592年（宣祖25年）、日明戦争によって寺は焼失したが、1602年（宣祖35年）に再建された。その後また焼失したが、1613年（光海君5年）に再建された。
由来が記された「東国輿地勝覧」によると、金井山の端にとても大きな石があり、その石の上には旱魃でも決して涸れない井戸があった。その井戸は、とても大きくいつも水で満たされている上に、その光は黄金色であったことから「金井」と呼ばれていたが、一匹の魚が五色雲に乗って空から降りてきて、その井戸の中で遊んでいたことから、梵天の魚という意味から、梵魚寺という寺名になったと書かれている。　
日本統治時代の1911年、寺刹令施行規則（7月8日付）によって、朝鮮三十本山に指定された（1924年以降は朝鮮三十一本山）。
2010年12月15日、天王門が放火と思われる火事で全焼した。

## 境内

### 一柱門
1614年に、Myo Jeon大師によって建てられた門である。扁額は3枚に分かれており、右から左に「禅刹大本山」「曹渓門」「金井山梵魚寺」と横書きである。

### 天王門
四天王が安置されている。持国天は剣を、多聞天は琵琶を、広目天は塔を、増長天は龍を持って立っている。

### 三層石塔
梵魚寺境内における最古の建造物で統一新羅時代のものである。

### 大雄殿
釈迦牟尼仏の右には弥勒菩薩が、左には迦羅菩薩が奉安されている。大雄という言葉は法華経に由来しており、仏徳が高く煩悩を捨てて悟りを開いた偉大な英雄という意味である。

### 冥府殿
韓国特有の建物であり、中央に地蔵菩薩が、両脇に道明尊者と無毒鬼王、さらに閻魔大王など十王が祀られている。

### 山霊閣
虎を連れた白髪の老人である韓国特有の信仰である山神が描かれた絵画が祀られている。

### 禅文化教育館
テンプルステイが行われている。

### 浮屠殿
浮屠が並んでいる場所。

## 境外塔頭
- 内院庵
- 青蓮庵
- 大聖庵
- 金剛庵
- 元暁庵

## 文化財
大韓民国指定宝物
- 三層石塔（宝物250号）
- 大雄殿（宝物434号）
- 一柱門（宝物1461号）

## アクセス
釜山都市鉄道1号線の老圃駅で下車。老圃駅に併設している釜山総合高速バスターミナルから범어사行きで終点まで。下車後に西方向に徒歩約5分で山門に至る。